# Cantón Ignacio Zaragoza
Cantón Ignacio Zaragoza är en ort i Mexiko.   Den ligger i kommunen Villa Comaltitlán och delstaten Chiapas, i den sydöstra delen av landet, 800 km sydost om huvudstaden Mexico City. Cantón Ignacio Zaragoza ligger 55 meter över havet och antalet invånare är 205.
Terrängen runt Cantón Ignacio Zaragoza är varierad. Runt Cantón Ignacio Zaragoza är det ganska tätbefolkat, med 80 invånare per kvadratkilometer. Närmaste större samhälle är Huixtla, 15,9 km sydost om Cantón Ignacio Zaragoza. Omgivningarna runt Cantón Ignacio Zaragoza är en mosaik av jordbruksmark och naturlig växtlighet.